# 姚晓棠
姚晓棠（1998年9月11日—），广东汕尾人，中国大陆女歌手、演员，毕业于中央戏剧学院，《2021中国好声音》汪峰戰隊冠軍兼全國總決賽五強。

## 经历
姚晓棠出生于广东省汕尾市，八岁开始接受专业学习。大学就读于中央戏剧学院音乐剧表演专业，曾参演电影《红楼梦》、音乐剧《身在高地》，发布歌曲《假如云飞去》、《再会有期》。
2020年9月，姚晓棠签约蓝港辰熙。12月，参加湖南卫视音乐互动节目《嗨唱转起来》第二季。2021年，参加浙江卫视音乐选秀节目《2021中国好声音》，成为汪峰战队冠軍学员并晋级年度五强。
2023年，姚曉棠以特邀歌手的身份參加《聲生不息·寶島季》，也擔任《天赐的声音》（第四季）衝刺階段的飛行音樂合夥人。
2024年，参演《音乐缘计划》9-10期，演唱歌曲《霸王别姬》《耗尽》。